# Tên người Mã Lai
Tên người Mã Lai chịu tập quán đặt tên của người Ả Rập. Trong thành phần tên của người Mã Lai, tên gọi thường đứng trước, sau đó đến tên cha. Nối giữa hai thành phần có thể có các ngữ tố như bin (nghĩa là "con trai của", và có thể được viết tắt là B.) hay binti (nghĩa là "con gái của", và có thể được viết tắt là Bt., Bte. hay Bint.). Ví dụ, nếu ông Osman có con trai tên là Musa, thì tên đầy đủ của người con trai có thể là Musa Osman, hoặc Musa bin Osman. Nếu Musa lại có con gái tên là Aisyah, thì tên đầy đủ của người con gái có thể là Aisyah Musa hoặc Aisyah binti Musa.
Người nước ngoài đôi khi nhầm lẫn thành phần tên cha trong tên gọi của người Mã Lai là tên họ. Khi nhầm lẫn như vậy, thay vì gọi tên, người nước ngoài đã gọi tên cha của người Mã Lai được gọi. Thực tế, rất ít dòng họ người Mã Lai có tên họ. Nếu có, tên họ là thành phần đứng cuối trong tên người Mã Lai. Những người có tên họ thường là người có tổ tiên là người Ả Rập hay người Hồi giáo Ấn Độ.
Theo tập quán, người Mã Lai thường được gọi bằng tên gọi hơn là tên họ. Để thể hiện sự kính trọng khi gọi, người Mã Lai có thể dùng thêm tiền tố Encik ở phía trước tên gọi của người đàn ông. Encik Musa có nghĩa giống như Mr. Musa trong tiếng Anh. Với phụ nữ, có thể dùng Puan (Mrs, bà) hay Cik (Miss, cô, chị). Puan Aisyah có nghĩa giống như Mrs. Aisyah trong tiếng Anh.